# Сарамзалино
Сарамзалино (мкд. Сарамзалино) је насеље у Северној Македонији, у средишњем делу државе. Сарамзалино је село у саставу општине Лозово.

## Географија
Сарамзалино је смештено у средишњем делу Северне Македоније. Од најближег града, Велеса, насеље је удаљено 20 km североисточно.
Насеље Сарамзалино се налази у западном делу историјске области Овче поље. Оно је смештено у равничарском пределу, који је добро обрађен. Надморска висина насеља је приближно 280 метара.
Месна клима је блажи облик континенталне због близине Егејског мора (жарка лета).

## Становништво
Сарамзалино је према последњем попису из 2002. године имало 118 становника.
Већинско становништво су етнички Македонци (98%), а остало су Срби (2%).
Претежна вероисповест месног становништва је православље.